# 유민경

유민경은 대한민국의 방송인의 리포터이다.

## 경력
- KBS전주방송총국 리포터

## 방송 출연
- 6시 내고향 전북 리포터 및 출연
- 생방송 투데이 전북
- 국악한마당